# 美孚南
美孚南（英語：Mei Foo South，代號：F15）是香港深水埗區議會下轄的選區，1994年設立，2003年採用現名，2023年撒消，末任區議員為公民黨成員周琬雯。

## 範圍
選區位於荔枝角西部，現時包括美孚新邨第四、八期全部、部分第二期、部分第三期和曼克頓山，與其相鄰的選區有荔枝角南、美孚中、美孚北、荔枝角中和荔枝角北以及葵青區議會的荔景。選區名稱取自美孚新邨，投票站設於美孚新邨孚佑堂。

## 沿革
美孚的三個選區都可追溯到荔灣選區，荔灣選區首次出現於1982年區議會選舉，除第一屆區區議會（1982-1985年）為單議席選區外，至1994年之前一直是一個雙議席選區，範圍包括現時的美孚南、中及北選區（當時美孚新邨範圍以外已經是海岸線，其後有關海域進行填海工程，成為荔枝角公園及葵涌貨櫃碼頭的一部分）。1993年港督彭定康推行政改方案改革區議會，取消所有委任議席及雙議席選區制度，全面實行單議席單票制，並改由選區分界及選舉事務委員會制定，區議會選區數目亦隨人口變動而大幅增加，荔灣選區改劃為美孚、荔灣、清荔三個選區。
美孚南選區首次出現於1994年區議會選舉，當時稱為美孚選區，議席由自由黨鄭正基、公共事務評議會宋偉權與民主黨王德全爭奪，最後王德全險勝。1999年區議會選舉，王德全與民建聯的曾有發爭奪議席，最後曾有發險勝31票。
曾有發自2002年7月失蹤，2003年因未向區議會請假而缺席會議三個月，按《區議會條例》喪失議員資格，遂需進行補選。補選由王德全、民建聯立法會議員楊耀忠與民協的佘國雄爭奪。這次補選十分重要，由於此次選舉是2003年七一遊行以前的補選，亦影響到楊耀忠是否能成功落戶到九龍西（因2004年香港立法會選舉會取消選舉委員會議席，而楊有意接替時任民建聯主席曾鈺成，轉戰九龍西直選議席），選情相當激烈，最後王德全以九票之差當選。
2003年區議會選舉，事隔半年，選委會接納民政處建議將本區更名為美孚南選區，而楊耀忠與王德全再決高下，民協這次不派人參選，讓楊王兩人真正較量，而民協支持者的200多票亦將左右大局，選舉當日民主派與民建聯的明星分別為二人助選。受惠七一效應，雙方票數有所增長，結果楊耀忠得1,324票、王德全得1,936票，差距從9票拉大至612票。
2007年區議會選舉，人口估算約15,855人，其中有7,213位選民，民建聯派出楊漢成與王德全爭奪，最後王德全成功連任但得票距離從612票收窄至6票。2010年王德全因反對民主黨於政改方案放棄2012雙普選立場而支持政府政改方案而退出，其後轉投公民黨。
2011年區議會選舉，當時估算約17,022人，其中有8,128位選民。今次王德全與民建聯委任區議員黃達東和被指為隱形建制派陳健浚爭奪議席，黃達東選前一年多於美孚新邨設立辦事處，主打當區保育議題，而王德全則於選前數月帶領美孚居民發起「瞓街抗爭」行動，阻止發展商利用第八期對出的僅餘地積比率建屏風樓。最終黃達東以79票之差擊敗王德全，為民建聯重奪失落8年的議席。連同沈少雄及張永森分別於美孚中、北選區連任成功，建制派成功攻陷美孚三區。但王德全一方選後翻查選民登記冊，發現區內一個單位，有7個姓氏共13名選民登記（稱為一屋七姓十三人），質疑有人涉嫌種票，揭開2011年香港區議會選舉種票風波序幕。
2015年區議會選舉，爭取連任的民建聯黃達東受到兩位候選人挑戰。分別是以公民黨身份參選的王德全，以及上屆以人民力量在美孚中參選，今屆代表美孚苦主聯盟的曾麗文參選，曾麗文被指是鎅票，最終民建聯黃達東以2,421票成功連任。
2019年區議會選舉，退出民一建聯的黃達東受到公民黨成員周琬雯挑戰。結果周琬雯勝出，黃連任失敗，而公民黨代表亦在美孚另外兩區勝出，改變選前建制派控制的情況。2021年5月8日，周琬雯宣佈以私人理由辭去區議員職務，任期至5月31日。

## 歷屆議員
| 選區名稱 | 屆別                  | 議員   | 政治聯繫        | 政治聯繫 |
| -------- | --------------------- | ------ | --------------- | -------- |
| 美孚     | 1994年－1999年        | 王德全 |                 | 民主黨   |
| 美孚     | 2000年－2003年        | 曾有發 |                 | 民建聯   |
| 美孚     | 2003年4月7日－2003年  | 王德全 |                 | 民主黨   |
| 美孚南   | 2004年－2007年        | 王德全 |                 | 民主黨   |
| 美孚南   | 2008年－2011年        | 王德全 | 民主黨 → 公民黨 |          |
| 美孚南   | 2012年－2015年        | 黃達東 |                 | 民建聯   |
| 美孚南   | 2016年－2019年        | 黃達東 |                 | 民建聯   |
| 美孚南   | 2020年－2021年5月31日 | 周琬雯 |                 | 公民黨   |
| 美孚南   | 2021年6月1日－2023年  | 懸空   | 懸空            | 懸空     |

## 歷屆選舉結果
| 政党   | 政党   | 候选人    | 票数  | %     | ±      |
| ------ | ------ | --------- | ----- | ----- | ------ |
|        | 民建聯 | ①. 黃達東 | 3,117 | 43.67 | ▼6.94‬  |
|        | 公民黨 | ②. 周琬雯 | 4,020 | 56.33 | ▲10.67 |
| 多数票 | 多数票 | 多数票    | 903   | 12.66 | ▲7.71  |

| 政党   | 政党   | 候选人    | 票数  | %     | ±      |
| ------ | ------ | --------- | ----- | ----- | ------ |
|        | 無黨派 | ①. 曾麗文 | 179   | 3.73  | 不適用 |
|        | 公民黨 | ②. 王德全 | 2,193 | 45.66 | ▼1.40  |
|        | 民建聯 | ③. 黃達東 | 2,431 | 50.61 | ▲1.60  |
| 多数票 | 多数票 | 多数票    | 238   | 4.95  | ▲3.00  |

| 政党   | 政党   | 候选人    | 票数  | %     | ±      |
| ------ | ------ | --------- | ----- | ----- | ------ |
|        | 民建聯 | ①. 黃達東 | 1,987 | 49.01 | 不適用 |
|        | 無黨派 | ②. 陳健浚 | 159   | 3.92  | 不適用 |
|        | 公民黨 | ③. 王德全 | 1,908 | 47.06 | ▼3.04‬  |
| 多数票 | 多数票 | 多数票    | 79    | 1.95  | 不適用 |

| 政党   | 政党   | 候选人    | 票数  | %     | ±      |
| ------ | ------ | --------- | ----- | ----- | ------ |
|        | 民建聯 | ①. 楊漢成 | 1,487 | 49.90 | 不適用 |
|        | 民主黨 | ②. 王德全 | 1,493 | 50.10 | 不適用 |
| 多数票 | 多数票 | 多数票    | 6‬     | 0.20  | 不適用 |

| 政党   | 政党   | 候选人    | 票数  | %     | ±      |
| ------ | ------ | --------- | ----- | ----- | ------ |
|        | 民建聯 | ①. 楊耀忠 | 1,324 | 40.61 | 不適用 |
|        | 民主黨 | ②. 王德全 | 1,936 | 59.39 | 不適用 |
| 多数票 | 多数票 | 多数票    | 612   | 18.78 | 不適用 |

| 政党   | 政党   | 候选人    | 票数 | %     | ±      |
| ------ | ------ | --------- | ---- | ----- | ------ |
|        | 民主黨 | ①. 王德全 | 849  | 43.92 | 不適用 |
|        | 民協   | ②. 佘國雄 | 244  | 12.62 | 不適用 |
|        | 民建聯 | ③. 楊耀忠 | 840  | 43.46 | 不適用 |
| 多数票 | 多数票 | 多数票    | 9    | 0.46  | 不適用 |

| 政党   | 政党   | 候选人    | 票数  | %     | ±      |
| ------ | ------ | --------- | ----- | ----- | ------ |
|        | 民主黨 | ①. 王德全 | 1,017 | 49.25 | 不適用 |
|        | 民建聯 | ②. 曾有發 | 1,048 | 50.75 | 不適用 |
| 多数票 | 多数票 | 多数票    | 31    | 1.50  | 不適用 |

| 政党   | 政党           | 候选人 | 票数  | %     | ±      |
| ------ | -------------- | ------ | ----- | ----- | ------ |
|        | 港同盟         | 王德全 | 1,072 | 50.73 | 不適用 |
|        | 自由黨         | 鄭正基 | 912   | 43.16 | 不適用 |
|        | 公共事務評議會 | 宋偉權 | 129   | 6.11  | 不適用 |
| 多数票 | 多数票         | 多数票 | 31    | 1.50  | 不適用 |